# سوریاووا
سوریاووا (انگلیسی: Sooriyawewa) یک منطقهٔ مسکونی در سری‌لانکا است که در استان جنوبی (سری‌لانکا) واقع شده‌است.